# Блек Хамок (Флорида)
Блек Хамок (енгл. Black Hammock) насељено је место без административног статуса у америчкој савезној држави Флорида.

## Демографија
По попису из 2010. године број становника је 1.144.
| Група             | 2000.    | 2010.       |
| Белци             | 0 (0,0%) | 966 (84,4%) |
| Афроамериканци    | 0 (0,0%) | 35 (3,1%)   |
| Азијати           | 0 (0,0%) | 16 (1,4%)   |
| Хиспаноамериканци | 0 (0,0%) | 108 (9,4%)  |
| Укупно            | 0        | 1.144       |